# Litos
Luís Filipe Vieira Carvalho, meglio conosciuto come Litos (São João da Madeira, 6 gennaio 1967), è un allenatore di calcio ed ex calciatore portoghese, di ruolo centrocampista.

## Carriera

### Club
Durante la sua carriera ha giocato con varie squadre di club, tra cui principalmente lo Sporting Lisbona, con cui conta 152 presenze e 10 reti.

### Nazionale
Conta 2 presenze con la nazionale portoghese.

## Palmarès

### Giocatore

#### Competizioni nazionali
- Supercoppa di Portogallo: 2

Sporting Lisbona: 1987
Boavista: 1992

### Allenatore

#### Competizioni nazionali
- Segunda Liga: 1

Estoril Praia: 2004-2005